# Журипиранга
Журипиранга (порт. Juripiranga) — муниципалитет в Бразилии, входит в штат Параиба. Составная часть мезорегиона Зона-да-Мата-Параибана. Входит в экономико-статистический микрорегион Сапе. Население составляет 9826 человек на 2006 год. Занимает площадь 78,761 км². Плотность населения — 124,8 чел./км².

## Статистика
- Валовой внутренний продукт на 2003 год составляет 36 700 799,00 реалов (данные: Бразильский институт географии и статистики).
- Валовой внутренний продукт на душу населения на 2003 год составляет 3766,50 реалов (данные: Бразильский институт географии и статистики).
- Индекс развития человеческого потенциала на 2000 год составляет 0,533 (данные: Программа развития ООН).